# Kriva Reka (Brus)
Pour les articles homonymes, voir Kriva Reka.
Kriva Reka (en serbe cyrillique : Крива Река) est un village de Serbie situé dans la municipalité de Brus, district de Rasina. Au recensement de 2011, il comptait 390 habitants.

## Démographie
| 1948 | 1953 | 1961  | 1971  | 1981 | 1991 | 2002 | 2011 |
| ---- | ---- | ----- | ----- | ---- | ---- | ---- | ---- |
| 773  | 918  | 1 086 | 1 105 | 922  | 775  | 519  | 390  |

|  |